# Bjelopolje
Bjelopolje falu Horvátországban Lika-Zengg megyében. Közigazgatásilag Plitvička Jezerához tartozik.

## Fekvése
Otocsántól légvonalban 44 km-re, közúton 53 km-re délkeletre, községközpontjától Korenicától 6 km-re délkeletre az 1-es számú főút mellett, az azonos nevű mezőn fekszik.

## Története
A település határában, a „Šanci” nevű helyen valószínűleg már az őskorban erődített település állt. a lelőhely a D1-es főúttól keletre, Bjelopolje falutól északra található. Erről a magaslatról ellenőrizhető a Plješivica-hegység alatti síkság, valamint a Bjelopoljétól és Korenicától délre és nyugatra fekvő terület. Maga a Šanci helynév is egy erődítmény létezését jelzi.  A közelben fekvő „Crkvina” nevű helyről Većeslav Heneberg állapította meg, hogy őskori lelőhelyet jelöl. A szárazon rakott kősáncok maradványai, szabálytalan négyszög alakban, több mint száz méter hosszan és harmincöt méter szélességben húzódnak. A sáncok alapjai három méter szélesek. A gyűrű alakú sánc nyilvánvalóan körbefutott a Crkvina lejtőin. Ezeket a maradványokat később beépítették egy újkori erőd falai közé. Az erődítményen belül az északi csúcsban egy kisebb csillag alakú erődítmény körvonalai különböztethetők meg, amely öt egymással összekapcsolt bástyából áll, amelyeket szintén árok vesz körül.
A szerb lakosságú falu lakóinak ősei a 17. században a török által megszállt területről vándoroltak be ide. 1857-ben 1769, 1910-ben 449 lakosa volt. A trianoni békeszerződés előtt Lika-Korbava vármegye Korenicai járásához tartozott. Ezt követően előbb a Szerb-Horvát-Szlovén Királyság, majd Jugoszlávia része lett. A II. világháború idején templomát lerombolták, csak a sisak nélküli harangtorony maradt meg belőle. 1991-ben a független Horvátország része lett, de szerb lakossága még az évben Krajinai Szerb Köztársasághoz csatlakozott. A horvát hadsereg 1995. augusztus 6-án a Vihar hadművelet keretében foglalta vissza a község területét. Szerb lakossága nagyrészt elmenekült. A falunak 2011-ben 115 lakosa volt.

## Lakosság
| Lakosság változása | Lakosság változása | Lakosság változása | Lakosság változása | Lakosság változása | Lakosság változása | Lakosság változása | Lakosság változása | Lakosság változása | Lakosság változása | Lakosság változása | Lakosság változása | Lakosság változása | Lakosság változása | Lakosság változása | Lakosság változása |
| ------------------ | ------------------ | ------------------ | ------------------ | ------------------ | ------------------ | ------------------ | ------------------ | ------------------ | ------------------ | ------------------ | ------------------ | ------------------ | ------------------ | ------------------ | ------------------ |
| 1857               | 1869               | 1880               | 1890               | 1900               | 1910               | 1921               | 1931               | 1948               | 1953               | 1961               | 1971               | 1981               | 1991               | 2001               | 2011               |
| 1.769              | 2.107              | 1.918              | 400                | 456                | 449                | 447                | 344                | 202                | 206                | 287                | 200                | 183                | 163                | 195                | 115                |

## Nevezetességei
- Szent Petka tiszteletére szentelt szerb pravoszláv temploma. A templomot a második világháború idején elpusztították. A háború után helyén fűrésztelepet építettek, amely ma is működik. A templom harangtornyának több emelet magas romja ma is áll, de többi falait elbontották.
- Szent György szentelt szerb pravoszláv templomát a II. világháború idején felgyújtották, de 1991 és 1995 között újjáépítették. Parókiájához Bjelopolje, Tuk, Vedašić, Donji i Gornji Frkašić, Grabušić és Ponor települések tartoznak.